# OpenAL
OpenAL (Open Audio Library) é uma API livre e multiplataforma desenvolvida para lidar com audio multicanal tridimensional. É usado normalmente com OpenGL.

## História
OpenAL foi originalmente desenvolvido pela empresa Loki Software com o objetivo de facilitar a portagem de jogos criados em Windows para o sistema operacional Linux. Após o fim da empresa o projeto foi mantido pela comunidade de software livre, atualmente o projeto pertence à Creative Technology onde recebe grande apoio da empresa norte-americana Apple e entusiastas do software livre.

## API e Funcionalidades
As funcionalidades da biblioteca estão baseadas em três conceitos: source objects (objetos que emitem som), audio buffers (som que será emitido por algum objeto) e um único listener (ouvinte da cena). Um source object conterá uma referência para um buffer além de também atributos como velocidade, posição, direção e intensidade. O ouvinte é determinado através dos atributos velocidade, posição e direção. A biblioteca é capaz de criar efeitos de atenuação de acordo com a distância e efeito Doppler automaticamente.
Diferente da especificação do OpenGL, a especificação do OpenAL inclui duas seções diferentes da API: o núcleo consistindo de toda a base do sistema e o ALC (Audio Library Context) que é utilizado para conectar o núcleo da biblioteca ao sistema operacional presente. Também existe uma biblioca de funcionalidades auxiliar denominada ALUT (análoga à biblioteca GLUT do OpenGL).
Com o objetivo de proporcionar novas funcionalidades no futuro, OpenAL utiliza um mecanismo para lidar com extensões. Diferentes fabricantes de hardware de som podem incluir suas próprias extensões para o OpenAL em seu equipamento.

## Plataformas
OpenAL está disponível nas seguintes plataformas:
- Mac OS X
- iPhone
- GNU/Linux
- BSD
- Solaris
- IRIX
- Microsoft Windows
- Xbox
- Xbox 360
- MorphOS

## Aplicativos
Diversos aplicativos bastante conhecidos utilizam OpenAL em seu desenvolvimento (principalmente jogos).
- Doom 3
- Jedi Knight 2
- Jedi Knight: Jedi Academy
- Quake 4
- Prey
- Unreal 2
- Unreal Tournament 2003
- Unreal Tournament 2004
- Unreal Tournament 3
- Postal
- Hotline Miami
- America's Army
- Battlefield 2
- Battlefield 2142
- Freedom Fighters
- Hitman
- Psychonauts
- Colin McRae: DiRT
- Colin McRae: DiRT 2
- Penumbra: Black Plague
- Race Driver: GRID
- Minecraft
- Blender (aplicativo de modelagem 3D)
- Unity (ferramenta para criação de jogos)